# Sagartia ornata
Sagartia ornata är en havsanemonart som först beskrevs av Edmund William Hunt Holdsworth 1855.  Sagartia ornata ingår i släktet Sagartia och familjen Sagartiidae. Arten är reproducerande i Sverige. Inga underarter finns listade i Catalogue of Life.